# Orașe federale ale Rusiei
Federația Rusă este împărțită în 88 de subiecte federale (unități administrative), dintre care trei sunt orașe federale.
| Orașele federale ale Rusiei | Orașele federale ale Rusiei           | Orașele federale ale Rusiei | Orașele federale ale Rusiei | Orașele federale ale Rusiei | Orașele federale ale Rusiei |
| --------------------------- | ------------------------------------- | --------------------------- | --------------------------- | --------------------------- | --------------------------- |
| Numele                      | Numele                                | Populația                   | Suprafața                   | Densitatea                  | Altitudinea                 |
| 1                           | Moscova                               | 11.503.501 (2010)           | 2.511 km²                   | 4.581,2/ km²                | 130 – 230 m                 |
| 2                           | Sankt Petersburg                      | 4.879.566 (2010)            | 1.439 km²                   | 3.390,9/ km²                | 3 m                         |
| 3                           | Sevastopol (parte a Ucrainei de jure) | 378.978 (2008)              | 864 km²                     | 438.63/km2                  | 100 m                       |